# Klaus Quirini
Klaus Quirini (* 19. April 1941; † 16. März 2023 in Aachen) war ein deutscher Sachverständiger für Musikrecht und früherer Discjockey.

## Leben
1959 war Quirini unter dem Künstlernamen DJ Heinrich nach Angaben von mehreren hundert Zeitzeugen aus Aachen einer der ersten moderierenden Discjockeys im Aachener Scotch-Club, der vermutlich ersten Diskothek Deutschlands. Bis dahin hatte es nur Tanzlokale mit Livemusik oder Jukeboxen gegeben.
Quirini sollte ursprünglich als Volontär einer Aachener Lokalzeitung nur über den Abend im Club von Franzkarl Schwendinger berichten, konnte jedoch die Leistung des eigentlich als Plattenaufleger eingestellten Kölner Opernsängers, der stumm klassische Platten auflegte, nicht ertragen. Schwendinger ließ ihn schließlich an die Plattenspieler und Quirini begeisterte die Gäste des Lokals mit seiner Musikauswahl und seinen unkonventionellen Moderationen. Der erste Titel, den er ansagte, war Ein Schiff wird kommen von Lale Andersen, den er (im Stil der damals bekannten Radio-DJs) mit den Worten ankündigte: „Meine Damen und Herren, bitte krempeln Sie die Hosenbeine hoch. Wir lassen Wasser in den Saal, denn ‚Ein Schiff wird kommen‘ von Lale Andersen.“ Seine Moderationen und interaktiven Spiele mit dem Publikum kamen an. Es war genau die Art von Interaktion, die dem Besitzer Franzkarl Schwendinger vorschwebte, so dass Quirini fortan als DJ Heinrich (benannt nach Trude Herrs Single Oh, Heinrich) im Scotch-Club als Discjockey tätig war.
Durch sein Engagement wurde die Tätigkeit des moderierenden Discjockeys als Beruf anerkannt und der Künstlersozialversicherung angeschlossen. Quirini gründete mehrere Firmen, in denen er Dienstleistungen für die entsprechende Klientel verkaufte: 1963 die Deutsche Discjockey Organisation (DDO), 1970 den Verband Deutscher Diskotheken-Unternehmer (DDU) und 1974 den Verband Deutscher Musikschaffender (VDM). Die Geschäftsführung der DDO und der DDU gab Klaus Quirini schließlich an Udo Starkens ab. Klaus Quirini war Vorstandsmitglied und Leiter der Rechtsabteilung des Verbandes Deutscher Musikschaffender (VDM). Außerdem beriet er Musikschaffende in Sachen Urheber- und Leistungsschutzrecht. 
Quirini war verheiratet und lebte in Aachen.